# Paso Gavilán
Paso Gavilán är en ort i Mexiko.   Den ligger i kommunen Paso del Macho och delstaten Veracruz, i den sydöstra delen av landet, 270 km öster om huvudstaden Mexico City. Paso Gavilán ligger 355 meter över havet och antalet invånare är 216.
Terrängen runt Paso Gavilán är lite kuperad, och sluttar brant österut. Runt Paso Gavilán är det ganska glesbefolkat, med 45 invånare per kvadratkilometer. Närmaste större samhälle är Paso del Macho, 10,6 km väster om Paso Gavilán. Omgivningarna runt Paso Gavilán är en mosaik av jordbruksmark och naturlig växtlighet.